# Гилешти (Сату Маре)
Гилешти (рум. Ghilești) насеље је у Румунији у округу Сату Маре у општини Кауаш. Oпштина се налази на надморској висини од 121 m.

## Становништво
Према подацима из 2002. године у насељу је живело 125 становника, од којих су сви румунске националности.